# Липляны (Волынская область)
Липляны (укр. Липляни) — село в Луцкой городской общине Луцкого района Волынской области Украины.
До 2020 года входило в Киверцовский район.
Код КОАТУУ — 0721882704. Население по переписи 2001 года составляет 490 человек. Почтовый индекс — 45240. Телефонный код — 803365. Занимает площадь 0,849 км².